# 社寺有林
社寺有林（しゃじゆうりん）は、神社、寺院が所有する森林。社寺林（しゃじりん）、寺社林（じしゃりん）、境内林（けいだいりん）とも。

## 概要
社寺の風致を支える使命を持つ森林と林業経営で得られる財源としての森林に大別できる。明治時代に成立した旧森林法時代は私有林とは別個に扱い、その経営は厳格な監督下に置かれていたが、第二次世界大戦後に成立した現行森林法では一般の私有林と一緒に扱うこととなった。このため社寺有林に限った統計は少ないが、1970年代には全国に約8万haの社寺有林が存在していた。
江戸時代の社寺有林は、朱印地・黒印地、寺社領の各項を、明治時代初頭の国有地化については上知令の項を参照のこと。
上知令によって国有地化された森林の中には、引き続き寺社に管理を行わせて分収林化したものがあり、これを社寺保管林（しゃじほかんりん）と呼ぶ。社寺が管理する点で社寺有林と同一視されることがあるが、あくまでも社寺保管林は国有地であった。これらは第二次世界大戦後、政教分離原則により宗教団体の国有財産の使用が禁止されたことから清算された。